# Gryteryds kyrka

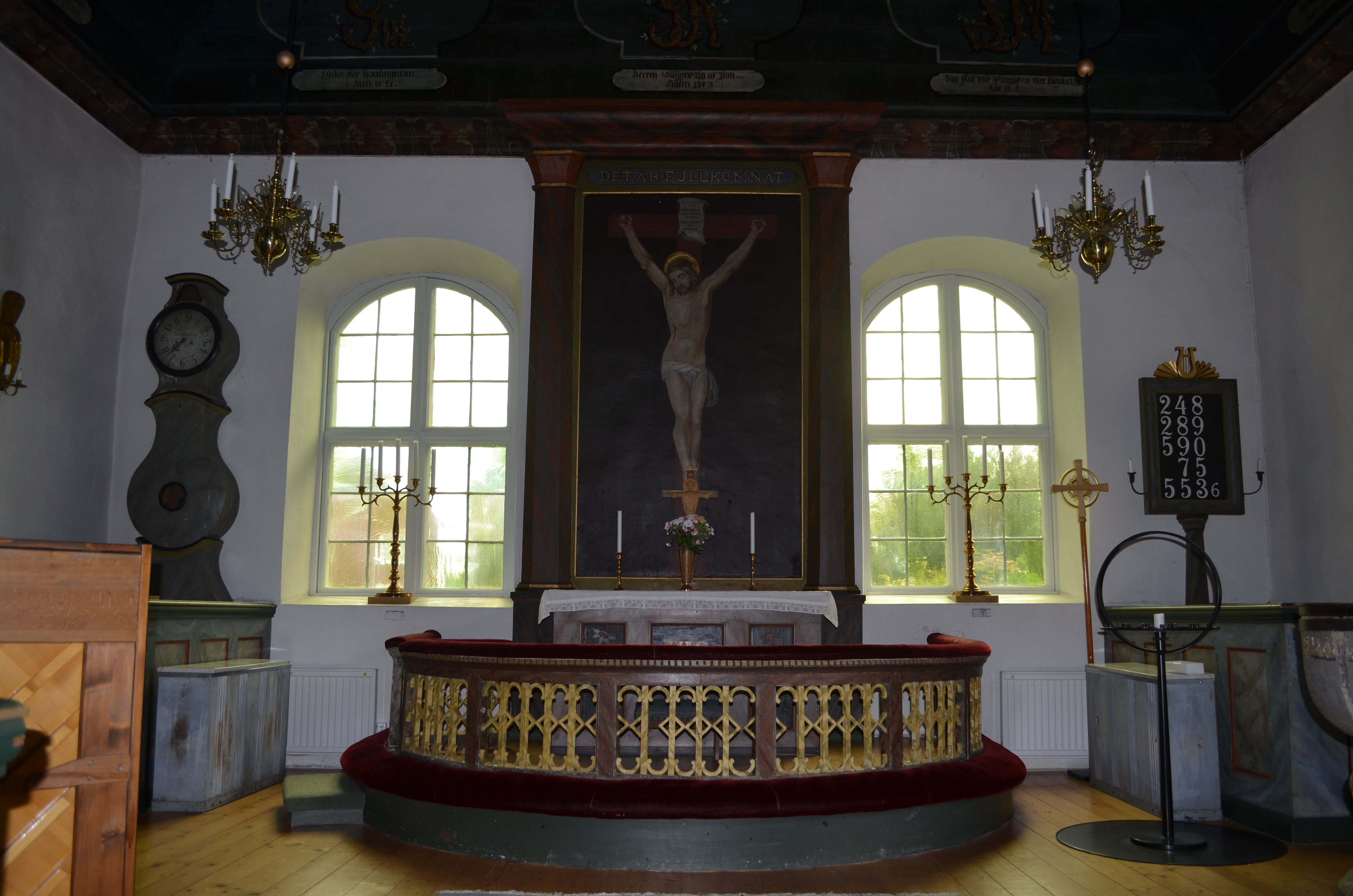
Bild på Altaret.

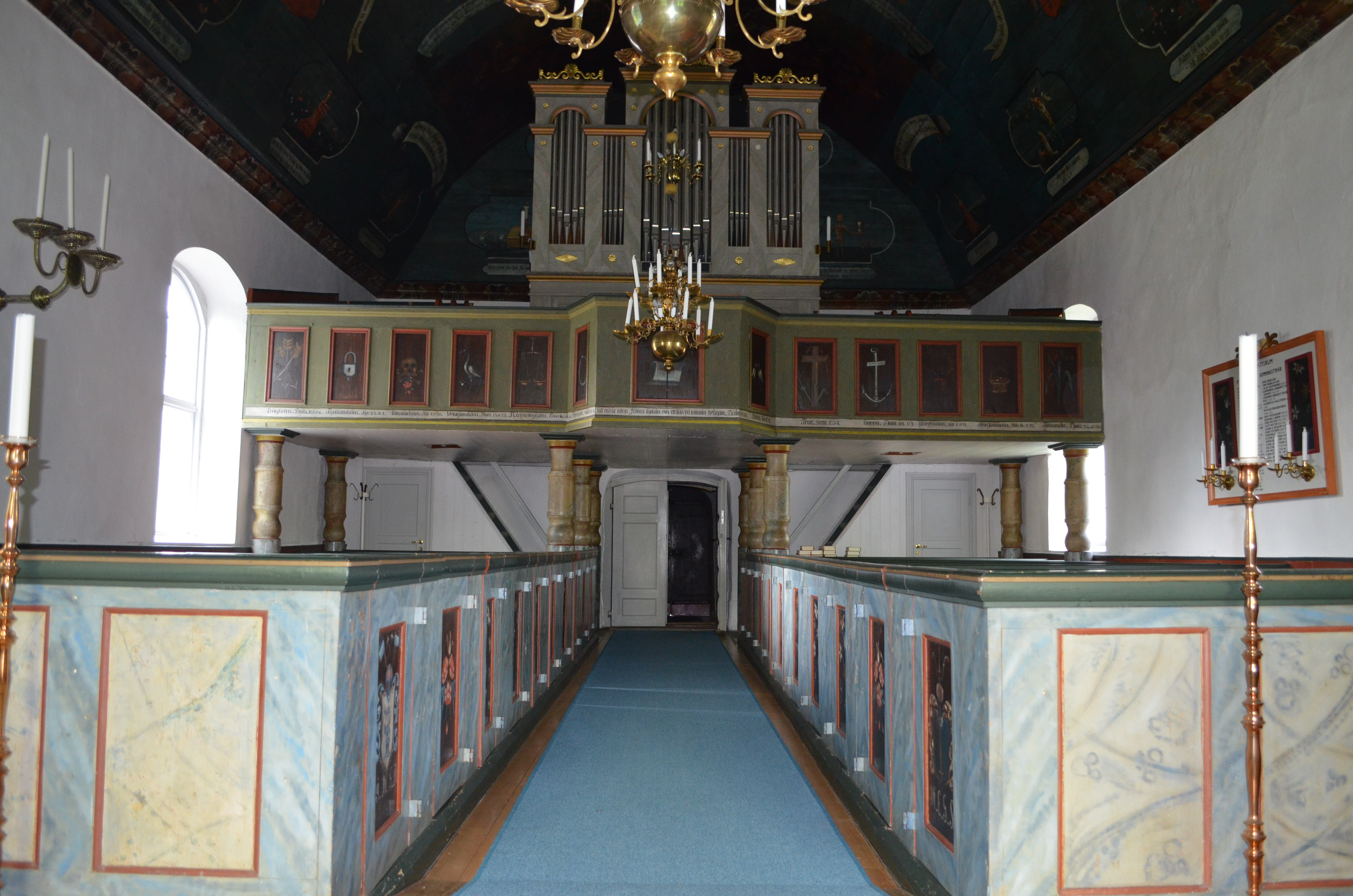

Gryteryds kyrka är en kyrkobyggnad i samhället Gryteryd i Gislaveds kommun. Kyrkan tillhör Burseryds församling i Växjö stift. 

## Kyrkobyggnaden
Tidigare kyrka på platsen var en träkyrka från 1575.
Nuvarande kyrka av sten uppfördes 1762-1764 och invigdes 1769. 1822 byggdes ett kyrktorn som ersatte vapenhuset vid västra sidan.
Kyrkan består av ett rektangulärt långhus med rakt kor i öster och ett lågt kyrktorn i väster. Vid korets norra sida finns en vidbyggd sakristia. Ingångar finns i tornets västra sida samt på korets södra sida. Taken är belagda med enkupigt tegel. Torntaket har en vitmålad lanternin av trä vars tak är klätt med kopparplåt.
Kyrkorummets innertak har ett tunnvalv av trä som är dekorerat med målningar utförda 1772 av Sven Niclas Berg i Reftele. En altarmålning från 1878 är målad direkt på väggen och har motivet "Korsfästelsen".

## Inventarier
- Dopfunten av ek är från 1691.
- En fyrsidig predikstol med ljudtak är tillverkad 1791 av Sven Nilsson Morin i Gnosjö socken efter ritningar av Thure Wennberg på Överintendentsämbetet.

- Ett golvur från 1838.

### Orgel
- 1763 köpte man in en orgel från Burseryds kyrka med 4 stämmor. Orgeln skänktes till kyrkan av löjtnanten Gyllenhammar 1763.[1]
- 1787 byggde Jonas Solberg, Värnamo en orgel.
- 1868 byggde Johannes Andersson i Långaryd en orgel med 6 stämmor.
- 1949 byggde E A Setterquist & Son Eftr., Örebro en orgel med 12 stämmor fördelade på två manualer.
- Den nuvarande orgeln är byggd 1967 av Västbo Orgelbyggeri, Långaryd och är en mekanisk orgel. Fasaden är från 1868 års orgel.

| Manual            | Pedal       | Koppel  |
| Rörflöjt 8´       | Subbas 16´  | Man/Ped |
| Fugara 8'         | Koralbas 4´ |         |
| Principal 4'      |             |         |
| Gedackt 4'        |             |         |
| Waldflöjt 2'      |             |         |
| Sifflöjt 1'       |             |         |
| Mixtur 3 chor     |             |         |
| Crescendosvällare |             |         |

### Webbkällor
- anläggningspresentation
- byggnadspresentation